# Sympetrum rossicum
Sympetrum rossicum är en trollsländeart som beskrevs av Aleksandr Nikolaevich Bartenev 1915. Sympetrum rossicum ingår i släktet ängstrollsländor, och familjen segeltrollsländor. Inga underarter finns listade i Catalogue of Life.